# Hopewellska kultura
Hopewellska kultura ali Kultura Hopewell (300 pr. n. št.-600 n.š.),  znana tudi pod imenom Kultura grobnih gomil, je bila kamenodobna indijanska  kultura na vzhodu Severne Amerike, ki se je južno od Velikih jezer razširjala ob rekah Ohio, vzhodni Missouri in zgornji Mississipi, in ki je spadala v krog kultur Graditeljev gomil in med kulture Srednjega gozdnega obdobja . Nosilci te kulture so preplavili in nadomestili Adensko kulturo, vendar jih je etnično zelo težko opredeliti. Kljub menjavi prebivalstva je nejasna tudi etnična sorodnost z adenskimi staroselci . Hopewellsko kulturo je nasledila Misisipijska kultura, pri kateri v severnih predelih najdemo prednike Siouxev , družina siouških jezikov pa z irokeško  družino, ki je na severovzhodu mejila na Hopewellsko kulturo, sestavlja Makro-Sioux jezikovno skupino. Toda takšno povezavo med predniki Siouxev in Hopewellsko kulturo bi bilo potrebno podpreti in umestiti z zanesljivimi dokazi, poleg tega pa je bila ta kultura  zelo verjetno polietnična.  Oblikovala se je iz adenskih vplivov in se pričela širiti v 3. stoletju pr. n. št..

## Razvoj Hopewellske kulture
Ob nastopu Hopewellske kulture je prišlo do znatne zamenjave adenskega prebivalstva z novimi prišleki in ta prehod verjetno ni bil miroljuben. Kljub tem spremembam med Hopewellsko in Adensko kulturo obstaja kontinuiteta: gradnjo grobnih gomil so celo okrepili , in obenem  še naprej so uživali posebno vrsto tobaka, ki je imel skoraj halucinogene učinke, za njegovo kajenje pa so izdelovali lepe kamnite pipe z vzorci živali kot so npr. bobri ali medvedje . Prevzeli in ohranili so adenski običaj skeletne gomilne pokope za aristokrate in kremiranje za običajne ljudi  . V Hopewellski kulturi se je družbena razslojenost še okrepila. Gradili so ogromne grobne spomenike v obliki krogov, kvadratov, osmerokotnikov in vzporednih črt in ti spomeniki so obsegali tudi po 10 kvadratnih kilometrov površine .
Na zahodu se je utrdila vzporedna in prekrivajoča se Kultura gomilnih upodobitev . Iz severnih območij se je vpliv Hopewellske kulture postopoma širil tudi daleč na jug vse do Mehiškega zaliva in Floridskega polotoka, vendar splošnih kulturnih vplivov ne smemo zamenjevati s samo Hopewellsko kulturo; na jugovzhodu je denimo obstajala muskoška kultura Swift Creek, ki je bila ena od samostojnih kultur  Srednjega gozdnega obdobja . Konec Hopewellske kulture je skrivnosten: njena glavna najdišča so bila brez jasnega gospodarskega ali podnebnega razloga opuščena okrog 400 n.š. Le ugibamo lahko o morebitnih prepogostih vojnah, agrikulturnih ali podnebnih spremembah, zaradi katerih naj bi zašla v dezintegracijo . Okrog 500 n.š. so Hopewellci svoje grobne gomile uporabili za gradnjo utrdb, kar morda kaže, da se je dezintegraciji prej ali slej pridružila vojaška ogroženost . Med tem, ko je večina Hopewellske kulture propadla, so se v sklopu preprostejše lovsko-nabiralniške Kulture grobnih upodobitev jugozahodno od Velikih jezer Hopewellske značilnosti ohranile do prihoda Misisipijcev .

## Družba in gospodarstvo
Kot kaže je v Hopewellski kulturi na osnovi rodovne ureditve obstajalo razvejano omrežje poglavarstev,  ki so štela tudi do 10.000 ljudi, in ki jim je vladal dedni teokratski vladar. Hopewellska kultura tega omrežja ni povezala v enotno politično vodstvo . Gradili so velike vasi s hišami iz lesenih palic in s slamnatimi strehami , naselja, ki so bila pogosto ograjena s palisadami, so včasih že prerasla v skoraj prava mesteca, ki so bila praviloma lokalna političnapolitična, verska verska in gospodarska  središča. Gradnja velikih naselbin in grobnih gomil kaže, da je bila Hopewellska kultura sposobna izvajati velika javna dela . 
V Hopewellski kulturi je bil lov še naprej poglavitna gospodarska dejavnost, tako da je razvoj le deloma pospeševalo počasno razširjanje kmetovanja, osnovanega na preprostem motičnem poljedelstvu. Nosilci te kulture tudi niso imeli enotne kmetovalne prakse, kar kaže na veliko lokalno avtonomijo. Ponekod so gojili melone in buče, drugod koruzo, ponekod so udomačili lastno rastlinstvo, npr. sončnice in svilnice. Razvoj sta pospeševala trgovina  trgovina na kratke in dolge razdalje in napredek v  obrtništvu, ki je temeljilo na lončarjenju, keramičnih izdelkih, obdelavi zlata in bakra . Trgovina je pripomogla k temu, da so nosilci Kulture Hopewell lahko razširili enoten simbolni  sistem .